# Cytherea marginalis
Cytherea marginalis är en tvåvingeart som beskrevs av Camillo Rondani 1868. Cytherea marginalis ingår i släktet Cytherea och familjen svävflugor. Inga underarter finns listade i Catalogue of Life.